# Znowu pada deszcz
Znowu pada deszcz – siedemnasty singel zespołu Lady Pank, wydany na płycie CD. Singel ten promował studyjną płytę zespołu Łowcy głów. Na singlu znalazły się dwie kompozycje: „Znowu pada deszcz” (muz. Jan Borysewicz sł. Janusz Panasewicz) oraz „Mały rastaman” (muz. i sł. Andrzej Łabędzki). Piosenka „Znowu pada deszcz” często gościła na najwyższych miejscach list przebojów. „Mały rastaman” jest jednym z niewielu utworów grupy skomponowanych przez innego autora niż Jan Borysewicz, choć to właśnie on śpiewa ten utwór.

## Skład zespołu
- Jan Borysewicz – gitara solowa, śpiew
- Janusz Panasewicz – śpiew
- Kuba Jabłoński – perkusja
- Krzysztof Kieliszkiewicz – bas
- Andrzej Łabędzki – gitara